# 1983 no cinema

## Eventos
- 23 de janeiro - No Festival de Cinema Fantástico de Avoriaz, o cineasta Luc Besson ganha três prémios com o seu filme Le Dernier Combat.
- 11 de abril - Cerimónia de entrega dos Óscares em Hollywood. A película Gandhi arrebata oito estatuetas, entre as quais as de Melhor Filme e de Melhor Ator.
- 7 de maio - Início do Festival de Cannes, no ano em que é inaugurado o novo Palácio on decorre o evento. A Palma de Ouro vai para o cineasta japonês Shohei Imamura, com o filme A Balada de Narayama.
- 11 de setembro - No Festival de Veneza, é atribuído o Leão de Ouro ao realizador francês Jean-Luc Godard, com o seu filme Prénom Carmen.

## Principais filmes estreados em 1983
- À nos amours, de Maurice Pialat, com Sandrine Bonnaire
- Born in Flames, de Lizzie Borden, com Kathryn Bigelow
- Christine, de John Carpenter
- Danton, de Andrzej Wajda, com Gérard Depardieu
- E la nave va, de Federico Fellini
- L'été meurtrier, com Isabelle Adjani
- Fanny och Alexander, de Ingmar Bergman
- Flashdance, de Adrian Lyne, com Jennifer Beals
- The Hunger, de Tony Scott, com Catherine Deneuve, David Bowie e Susan Sarandon
- The King of Comedy, de Martin Scorsese, com Jerry Lewis e Robert De Niro
- L'Homme blessé, de Patrice Chéreau, com Jean-Hugues Anglade
- Merry Christmas, Mr. Lawrence, de Nagisa Oshima, com David Bowie e Ryuichi Sakamoto
- Scarface, de Brian De Palma, com Al Pacino
- Star Wars: Episódio VI - O Retorno do Jedi, com Mark Hamill e Harrison Ford
- Storia di Piera, de Marco Ferreri, com Isabelle Huppert e Marcello Mastroianni
- Tender Mercies, de Bruce Beresford, com Robert Duvall
- Vivement Dimanche!, de François Truffaut, com Fanny Ardant e Jean-Louis Trintignant
- Yentl, de e com Barbra Streisand
- Zelig, de e com Woody Allen

## Nascimentos

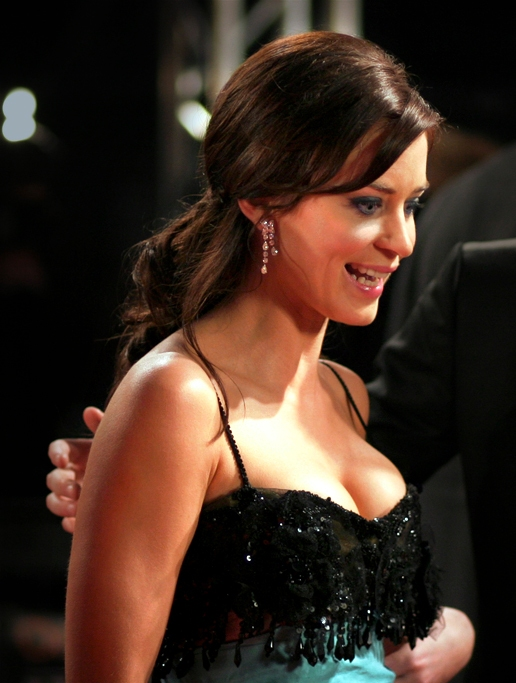
Emily Blunt

| Data            | Nome                      | Profissão                    | Nacionalidade  | Observações | Ref |
| --------------- | ------------------------- | ---------------------------- | -------------- | ----------- | --- |
| 16 de Janeiro   | Marwan Kenzari            | ator                         | Países Baixos  |             |     |
| 28 de janeiro   | Sandy                     | cantora e atriz              | Brasil         |             |     |
| 18 de Fevereiro | Priscila Fantin           | atriz                        | Brasil         |             |     |
| 19 de fevereiro | Mika Nakashima            | cantora, modelo e atriz      | Japão          |             |     |
| 23 de fevereiro | Emily Blunt               | atriz                        | Reino Unido    |             |     |
| 9 de março      | Maite Perroni             | atriz e cantora              | México         |             |     |
| 10 de Abril     | Ryan Merriman             | ator                         | Estados Unidos |             |     |
| 11 de Abril     | Maria Eduarda de Carvalho | atriz                        | Brasil         |             |     |
| 15 de Abril     | Alice Braga               | atriz                        | Brasil         |             |     |
| 5 de Maio       | Henry Cavill              | ator                         | Reino Unido    |             |     |
| 6 de Maio       | Adrianne Palicki          | atriz                        | Estados Unidos |             |     |
| 6 de Maio       | Gabourey Sidibe           | atriz                        | Estados Unidos |             |     |
| 12 de Maio      | Domhnall Gleeson          | ator                         | Irlanda        |             |     |
| 14 de Maio      | Anahi                     | atriz e cantora              | México         |             |     |
| 6 de Junho      | Margarida Vila-Nova       | atriz                        | Portugal       |             |     |
| 10 de Junho     | Leelee Sobieski           | atriz                        | Estados Unidos |             |     |
| 10 de Julho     | Golshifteh Farahani       | atriz                        | Irão / França  |             |     |
| 4 de agosto     | Greta Gerwig              | diretora, roteirista e atriz | Estados Unidos |             |     |
| 11 de Agosto    | Chris Hemsworth           | ator                         | Austrália      |             |     |
| 14 de agosto    | Mila Kunis                | atriz                        | Ucrânia        |             |     |
| 20 de Agosto    | Andrew Garfield           | ator                         | Estados Unidos |             |     |
| 23 de Agosto    | Camila Rodrigues          | atriz                        | Brasil         |             |     |
| 28 de Agosto    | Alfonso Herrera           | ator e cantor                | México         |             |     |
| 21 de Setembro  | Maggie Grace              | atriz                        | Estados Unidos |             |     |
| 8 de outubro    | Lee Sang-hee              | atriz                        | Coreia do Sul  |             |     |
| 10 de Outubro   | Dandara Guerra            | atriz                        | Brasil         |             |     |
| 17 de Outubro   | Felicity Jones            | atriz                        | Reino Unido    |             |     |
| 19 de Outubro   | Rebecca Ferguson          | atriz                        | Suécia         |             |     |
| 24 de Outubro   | Adrienne Bailon           | atriz e cantora              | Estados Unidos |             |     |
| 2 de Dezembro   | Daniela Ruah              | atriz                        | Portugal       |             |     |

## Mortes
| Data            | Nome                  | Profissão                         | Nacionalidade  | Observações | Ref |
| --------------- | --------------------- | --------------------------------- | -------------- | ----------- | --- |
| 24 de janeiro   | George Cukor          | cineasta                          | Estados Unidos | n. 1899     |     |
| 28 de janeiro   | Chianca de Garcia     | dramaturgo, jornalista e cineasta | Portugal       | n. 1898     |     |
| 27 de janeiro   | Louis de Funès        | ator                              | França         | n. 1914     |     |
| 20 de fevereiro | Jardel Filho          | ator                              | Brasil         | n. 1927     |     |
| 25 de fevereiro | Tennessee Williams    | dramaturgo e argumentista         | Estados Unidos | n. 1911     |     |
| 4 de Abril      | Gloria Swanson        | atriz                             | Estados Unidos | n. 1899     |     |
| 23 de abril     | Buster Crabbe         | ator                              | Estados Unidos | n. 1908     |     |
| 29 de julho     | Luis Buñuel           | cineasta e argumentista           | Espanha        | n. 1900     |     |
| 29 de julho     | David Niven           | ator                              | Reino Unido    | n. 1910     |     |
| 23 de Setembro  | Elísio de Albuquerque | ator                              | Brasil         | n. 1920     |     |
| 26 de Setembro  | Tino Rossi            | cantor e actor                    | França         | n. 1901     |     |
| 10 de outubro   | Ralph Richardson      | ator                              | Reino Unido    | n. 1902     |     |
| 5 de Novembro   | Humberto Mauro        | cineasta                          | Brasil         | n. 1897     |     |
| 5 de dezembro   | Robert Aldrich        | cineasta                          | Estados Unidos | n. 1918     |     |
| 8 de dezembro   | Slim Pickens          | ator                              | Estados Unidos | n. 1919     |     |
| 21 de Dezembro  | Rod Cameron           | ator                              | Canadá         | n. 1910     |     |